# Produto tensorial de corpos
Em álgebra, o produto tensorial de corpos, de dois corpos K e L incluídos em um terceiro corpo M é o menor sub-corpo de M contendo tanto K e L.

## Referência
- Serge Lang, Algèbre, Dunod, 2004, 926 p. (ISBN 2100079808)